# Cesare Moretti Sr.
Cesare Moretti Sr., né le 20 avril 1885 à Pegognaga (Lombardie), Italie et mort aux États-Unis est un ancien coureur cycliste sur piste italien. Il est le père de Cesare Moretti Jr..

## Palmarès

### Championnats du monde
- Milan-Turin 1926
  -  Médaillé d'argent de la vitesse

### Championnats d'Italie
- Champion d'Italie de vitesse amateurs : 1910
- Champion d'Italie de vitesse : 1922, 1923,1924, 1925, 1926 et 1927

### Grand Prix
- Prix de l'Espérance : 1909, 1911 et 1912
- Grand Prix d'Angers : 1910
- Grand Prix de l'UVF : 1913
- Grand Prix de Turin : 1923[2]
- Grand Prix de Copenhague : 1923, 1924 et 1926